# 灰白阿尔泰狗娃花
灰白阿尔泰狗娃花（学名：Heteropappus altaicus var. canescens）为菊科狗哇花属下的一个变种。